# ديكلان كوين
ديكلان كوين (بالإنجليزية: Declan Quinn)‏ (و. 1957 – م) هو مصور سينمائي من الولايات المتحدة الأمريكية. ولد في شيكاغو.

## وصلات خارجية
- ديكلان كوين على موقع IMDb (الإنجليزية)
- ديكلان كوين على موقع قاعدة بيانات الأفلام العربية
- ديكلان كوين على موقع ألو سيني (الفرنسية)
- ديكلان كوين على موقع تيرنر كلاسيك موفيز (الإنجليزية)
- ديكلان كوين على موقع أول موفي (الإنجليزية)
- ديكلان كوين على موقع أول موفي (الإنجليزية)
- ديكلان كوين على موقع بوكس أوفيس موجو (الإنجليزية)
- ديكلان كوين على موقع قاعدة بيانات الأفلام السويدية (السويدية)
- ديكلان كوين على موقع قاعدة بيانات الفيلم (الإنجليزية)
- ديكلان كوين على موقع كينوبويسك (الروسية)